# Marina Thereza V. do Amaral Campos
Marina Thereza Vieira do Amaral Campos (1972) es una botánica, taxónoma brasileña, investigadora y curadora.
Ha colaborado con la edición de Flora Fanerogâmica do Estado de São Paulo, Brasil y en Revisión de la flora brasileña amenazada de extinción. Es una especialista en la taxonomía y biología en rubiáceas.
En 1993, obtuvo la licenciatura en Ciencias Biológicas, y en 1995 la maestría, defendiendo la tesis: Composição florística, estrutura e aspectos da dinâmica de três capões da Serra do Cipó; ambas por la Universidad de São Paulo.

## Algunas publicaciones
- CAMPOS, M. T. V. A. ; EHRINGHAUS, C. 2000. Plant Virtues are in the eyes of the beholdersa comparison of palms and their known uses among indigenous and folk communities of western Amazonia. Advances in Economic Botany
- CAMPOS, M. T. V. A. ; TAYLOR, C. M. 1999. New species of Psychotria Subg. Heteropsychotria (Rubiaceae) from the Ducke Reserve, Brazil. Novon 9 (1 ): 118-119
- LUCIANO, P. ; CAMPOS, M. T. V. A. ; RICARDO, F. Q. M. T. V. A. C. 1997. Flora de Grao-Mogol: Leguminosae-Papilionoideae Swartzia. Bol. de Botanica Univ. de Sao Paulo, vol. 16
- LUCIANO, P. ; CAMPOS, M. T. V. A. ; RICARDO, P. Q. M. T. V. A. C. 1997. Flora de Grao-Mogol: Leguminosae-Papilionoideae Camptosema. Bol. de Botanica Univ. de Sao Paulo, vol. 16

### Capítulos de libros
- CAMPOS, M. T. V. A. ; BRITO, J. M. 1999. Rubiaceae. En: Instituto Nacional de Pesquisas da Amazonia. Flora da Reserva Ducke: guia de identificacao das plantas vasculares de uma floresta de terra firme na Amazonia Central. Manaus

## Premios y reconocimientos
- 1999: Honorable Mention, Society of Economic Botany[5]